# Lago Wild
El lago Wild (en alemán: Wildsee) es un lago situado en la Selva Negra a unos 2 km al noreste de la ciudad de Kaltenbronn, en la región administrativa de Calw, en el estado de Baden-Württemberg (Alemania), a una elevación de 909 metros; tiene un área de 1.5 hectáreas. 
Es parte de la reserva natural Kaltenbronn